# Śniadków Górny A
Śniadków Górny A – wieś sołecka w Polsce położona w województwie mazowieckim, w powiecie otwockim, w gminie Sobienie-Jeziory.
| SIMC    | Nazwa      | Rodzaj    |
| ------- | ---------- | --------- |
| 0688054 | Baranówka  | część wsi |
| 0688060 | Podborek   | część wsi |
| 0688083 | Zajezierze | część wsi |

W latach 1975–1998 miejscowość administracyjnie należała do województwa siedleckiego.